# Cyrille Adoula
Cyrille Adoula (ur. 13 października 1923 w Leopoldville, zm. 24 maja 1978 w Szwajcarii) – kongijski (zairski) polityk i działacz związkowy.
W 1956 został sekretarzem generalnym Powszechnej Federacji Pracy Konga. Od 1958 działał w umiarkowanej frakcji Kalonji współzałożonego przez siebie Kongijskiego Ruchu Narodowego (MNC), następnie należał do Partii Jedności Narodowej. Był przeciwnikiem Patrice Lumumby. Sprawował urząd ministra spraw wewnętrznych (1960-1961), premiera (1961-1964, zdymisjonowany przez prezydenta Josepha Kasavubu), ambasadora w Belgii i w Stanach Zjednoczonych oraz ministra spraw zagranicznych (1969-1970). Doprowadził do stłumienia secesji Katangi pod przywództwem Moïse Tshombego.